# Goran Vasilijević
Goran Vasilijević (Servisch: Горан Васиљевић) (Zemun, 27 augustus 1965) is een voormalig Servisch voetballer.
Na voor Zemun en Radnički Niš te hebben gespeeld, trad Vasilijević in de zomer van 1988 in dienst bij Rode Star Belgrado. Hij was lid van het team dat de Europacup I in 1991 won. Halverwege de jaren negentig speelde Vasilijević ook in het buitenland in Bulgarije en Japan.